# 申比赫尔-阿格斯巴赫
申比赫尔-阿格斯巴赫是奥地利下奥地利州梅尔克县的一个市镇。总面积28.33平方公里，总人口1035人，人口密度36.5人/平方公里（2005年）。